# Leptysminae
Sous-famille
Les Leptysminae sont une sous-famille d'insectes orthoptères de la famille des Acrididae.

## Distribution
Les espèces de cette sous-famille se rencontrent en Amérique.

## Liste des genres
Selon Orthoptera Species File (27 octobre 2018) :
- tribu Chloropseustini Amédégnato, 1974
  - genre Chloropseustes Rehn, 1918
- tribu Leptysmini Brunner von Wattenwyl, 1893
  - genre Belosacris Rehn & Eades, 1961
  - genre Carbonellacris Roberts, 1977
  - genre Columbacris Bruner, 1911
  - genre Cylindrotettix Bruner, 1906
  - genre Leptysma Stål, 1873
  - genre Leptysmina Giglio-Tos, 1894
  - genre Seabratettix Roberts, 1980
  - genre Stenacris Walker, 1870
  - genre Tucayaca Bruner, 1920
- tribu Tetrataeniini Brunner von Wattenwyl, 1893
  - genre Guetaresia Rehn, 1929
  - genre Haroldgrantia Carbonell, Ronderos & Mesa, 1967
  - genre Stenopola Stål, 1873
  - genre Xenismacris Descamps & Amédégnato, 1972
  - genre Cornops Scudder, 1875
  - genre Eumastusia Bruner, 1911
  - genre Mastusia Stål, 1878
  - genre Nadiacris Descamps & Amédégnato, 1972
  - genre Oxybleptella Giglio-Tos, 1894
  - genre Tetrataenia Stål, 1873
- tribu indéterminée
  - genre Oxyphyma Saussure, 1861

## Publication originale
- Brunner von Wattenwyl, 1893 : Révision du système des orthoptères et description des espèces rapportées par M. Leonardo Fea de Birmanie.  Annali del Museo Civico di Storia Naturale ‘Giacomo Doria’, Genova, vol. 33, p. 1–230 (texte intégral).